# Boleskine

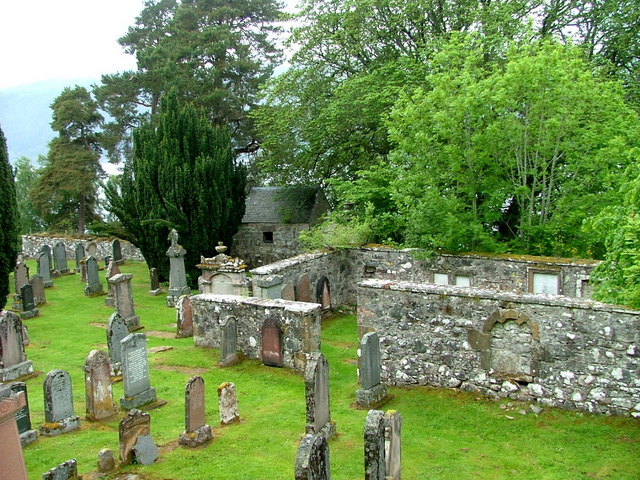
Kirchenruine und Friedhof von Boleskine

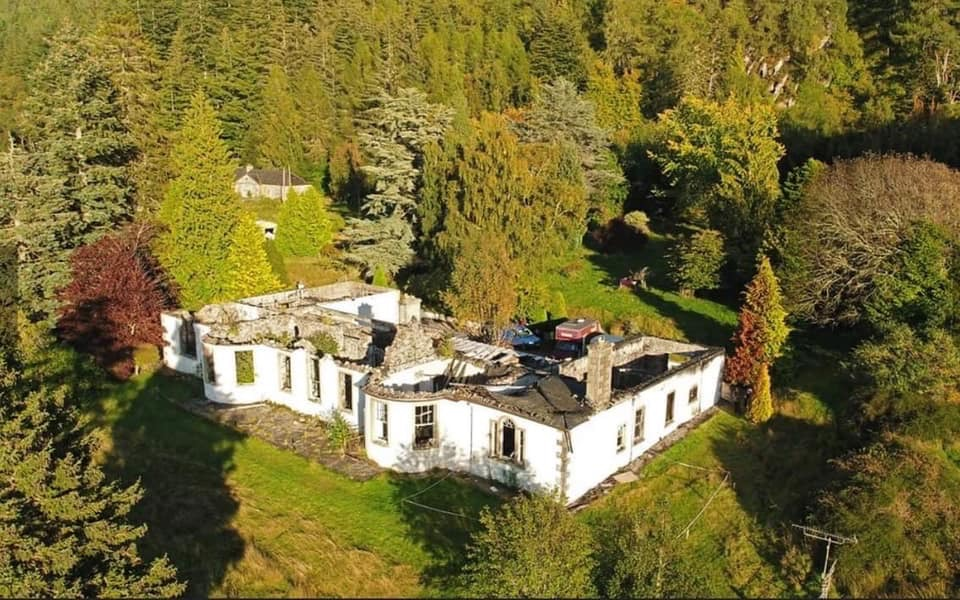
Ruine des Boleskine House

Boleskine ist eine kleine, nur aus wenigen Häusern bestehende Ortschaft, die südwestlich von Inverness in der Council Area Highland im Norden von Schottland liegt. Nächstgrößerer Ort ist das etwa zwei Kilometer südwestlich gelegene Foyers. Beide liegen im Great Glen am Ostufer des Loch Ness.
Erreichbar ist Boleskine über die Straße B852 von Dores nach Whitebridge. Das östlich von ihr stehende Boleskine House steht unter Denkmalschutz. Gleiches gilt für den westlich gegenüberliegenden alten Friedhof mit der dort befindlichen Ruine einer Kirche.